# Heinrich Gustav Magnus

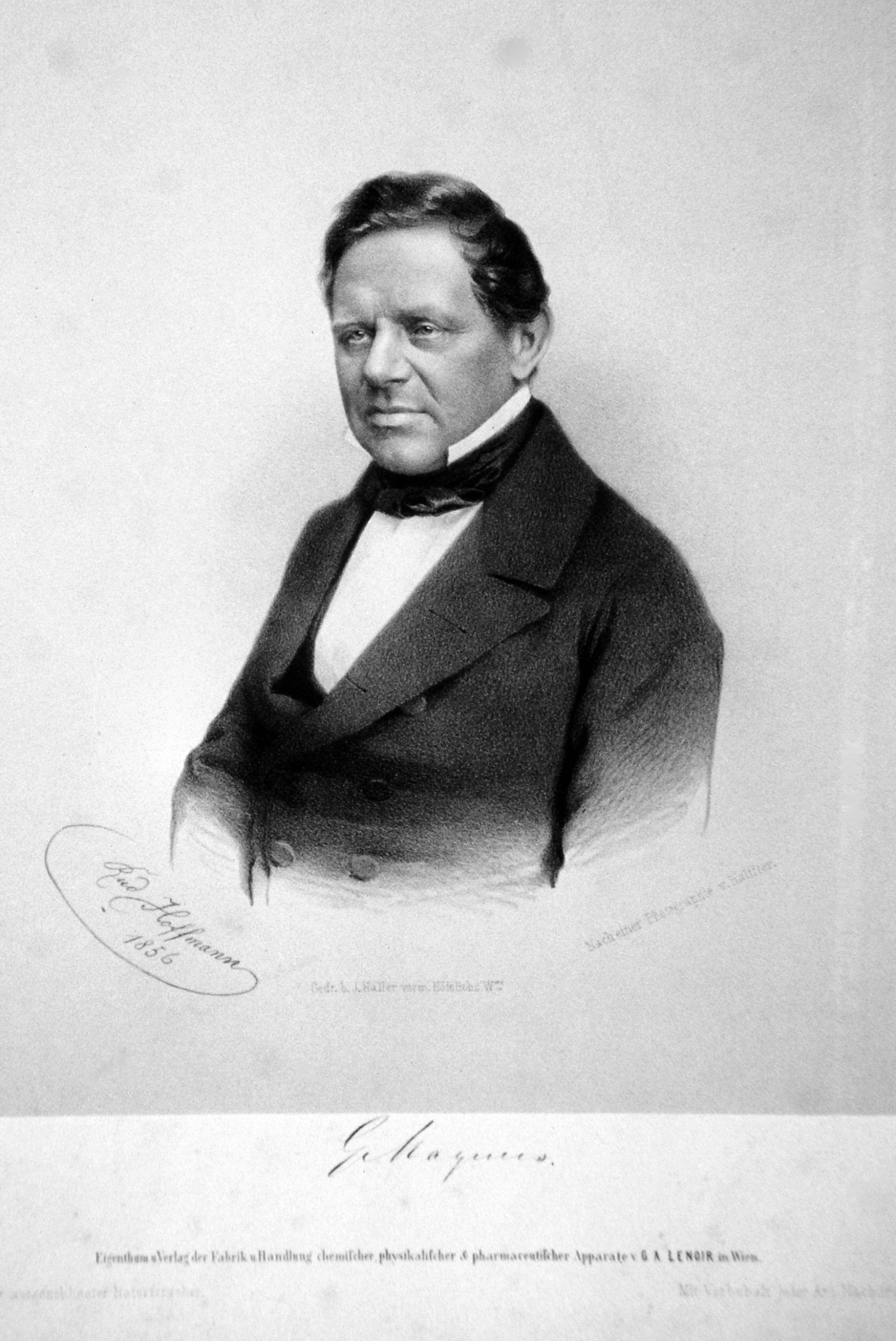
Gustav Magnus, Lithographie von Rudolf Hoffmann, 1856

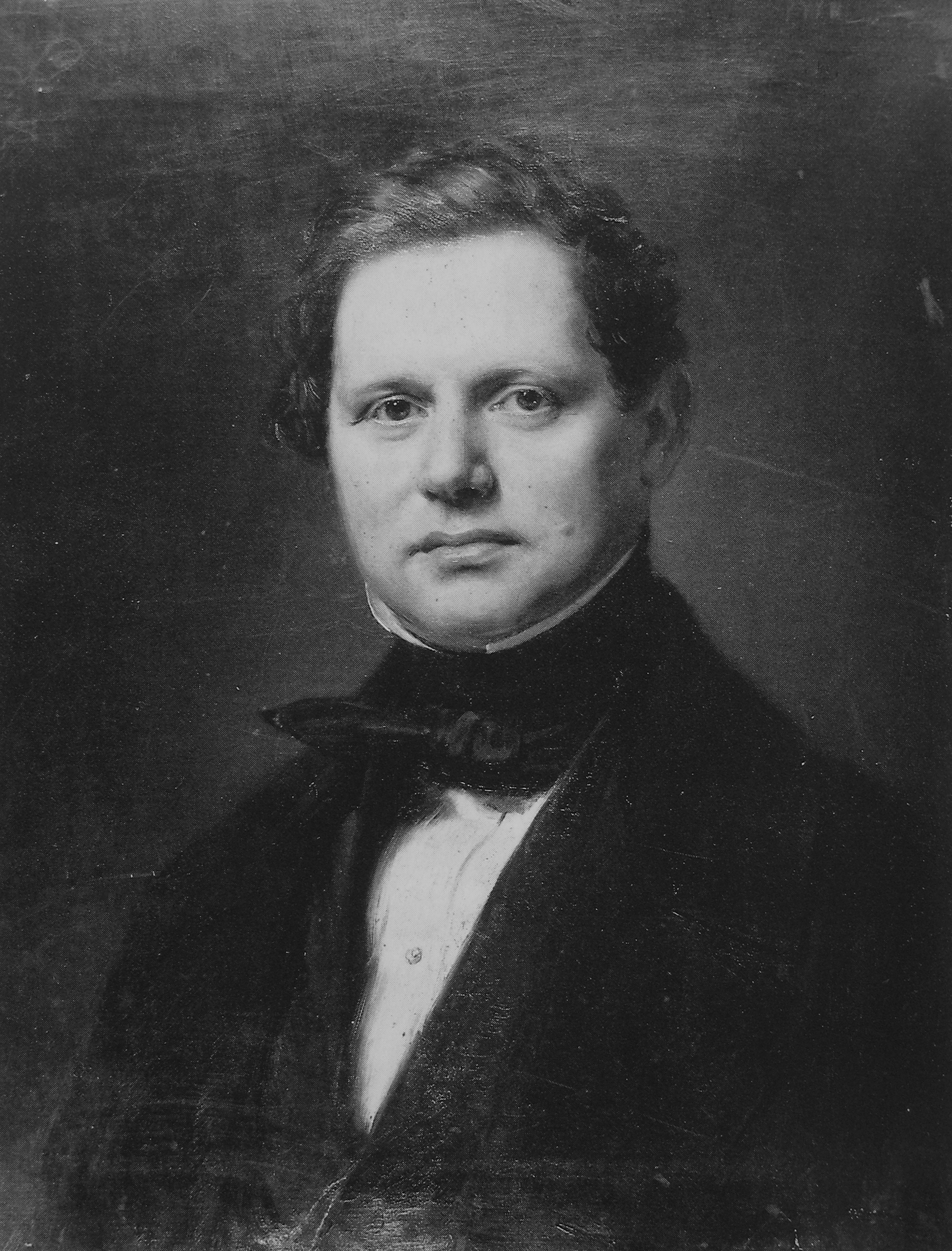
Gustav Magnus 1841, Gemälde von Eduard Magnus

Magnus-Effekt

Heinrich Gustav Magnus (* 2. Mai 1802 in Berlin; † 4. April 1870 ebenda) war ein deutscher Physiker und Chemiker.
Er entdeckte ein Platinsalz (Magnus-Salz), stellte die Magnus-Formel auf und lieferte die physikalische Erklärung eines Phänomens, das seitdem ebenfalls mit seinem Namen verbunden ist (Magnus-Effekt). Mit den von Magnus organisierten Kolloquien und sonstigen Lehrveranstaltungen in seinem Haus am Berliner Kupfergraben (Magnus-Haus) begann die große physikalische Tradition der Humboldt-Universität. Er gilt als Begründer einer der wichtigsten Physikerschulen des 19. Jahrhunderts. Zu seinen Schülern zählen u. a. Rudolph Clausius, August Kundt, Emil Warburg und Hermann von Helmholtz.

## Herkunft und Familie
Gustav Magnus’ Vater, der wohlhabende jüdische Tuch- und Seidenhändler Immanuel Meyer Magnus ließ sich 1807 mit seinen Söhnen in Berlin taufen und erwarb 1809 das Bürgerrecht. Im selben Jahr begann er in Berlin unter seinem neuen Namen Johann Matthias Magnus ein Bank- und Wechselgeschäft, das ab 1821 von seinem Sohn Friedrich Martin Magnus als Bankhaus F. Mart. Magnus weitergeführt wurde und zeitweise zu den bedeutendsten Banken in Preußen gehörte. Erziehung und Ausbildung der Söhne erfolgten nach Begabung und Neigung. Während die beiden ältesten Söhne das Bankgeschäft übernahmen und sein Bruder Eduard Magnus die Künstlerlaufbahn einschlug, wählte Gustav Magnus das naturwissenschaftliche Fach. Ein weiterer Bruder wurde Landwirt, ein anderer Arzt.
Die Mutter Louise Marianne (geboren als Merle Fraenkel), die den Mittelpunkt der Familie bildete und ein offenes Haus führte, vermittelte die großherzige Lebensart, die sich in der Wohltätigkeit der Söhne fortsetzte. Wohnsitz der Familie über Jahrzehnte hinweg war das Haus Behrenstraße 46 im Berliner Bankenviertel.

## Werdegang
Magnus besuchte das Friedrichswerdersche Gymnasium und anschließend die Cauersche Anstalt. Nach Ableistung seines Wehrdienstes als Freiwilliger beim Garde-Schützen-Bataillon studierte er ab 1822 an der Berliner Universität Chemie, Physik und Technologie. Er wurde 1827 bei Eilhard Mitscherlich promoviert mit einer Arbeit über das chemische Element Tellur. Seine Studien setzte er zunächst an der Stockholmer Akademie der Wissenschaften im Labor von Jöns Jakob Berzelius fort, mit dem ihn bis zu dessen Tod eine freundschaftliche Beziehung verband. Danach ging er an die Sorbonne zu Joseph Louis Gay-Lussac und Louis Jacques Thénard. Nach seiner Rückkehr erlangte er 1831 die Lehrbefugnis für Technologie und Physik. Neben seiner Dozentur an der Hochschule unterrichtete er auch an verschiedenen Institutionen, so an der Berliner Artillerie- und Ingenieurschule. Einer seiner dortigen Schüler war Werner Siemens, der in seinen Lebenserinnerungen beschrieb,
wie sehr er den Unterricht genossen habe, der ihm eine „neue, interessante Welt eröffnete“. Magnus war es später auch, der für die Veröffentlichung der Siemensschen Arbeit über das dynamoelektrische Prinzip sorgte.
1834 erhielt Magnus eine außerordentliche Professur, 1845 eine ordentliche Professur in Berlin. 1861/1862 bekleidete er das Amt des Rektors der Universität. Nach dem Tode Humboldts gab Magnus den Anstoß zur Gründung der Humboldt-Stiftung, deren finanzielle Ausstattung er sicherstellte.

## Wirken

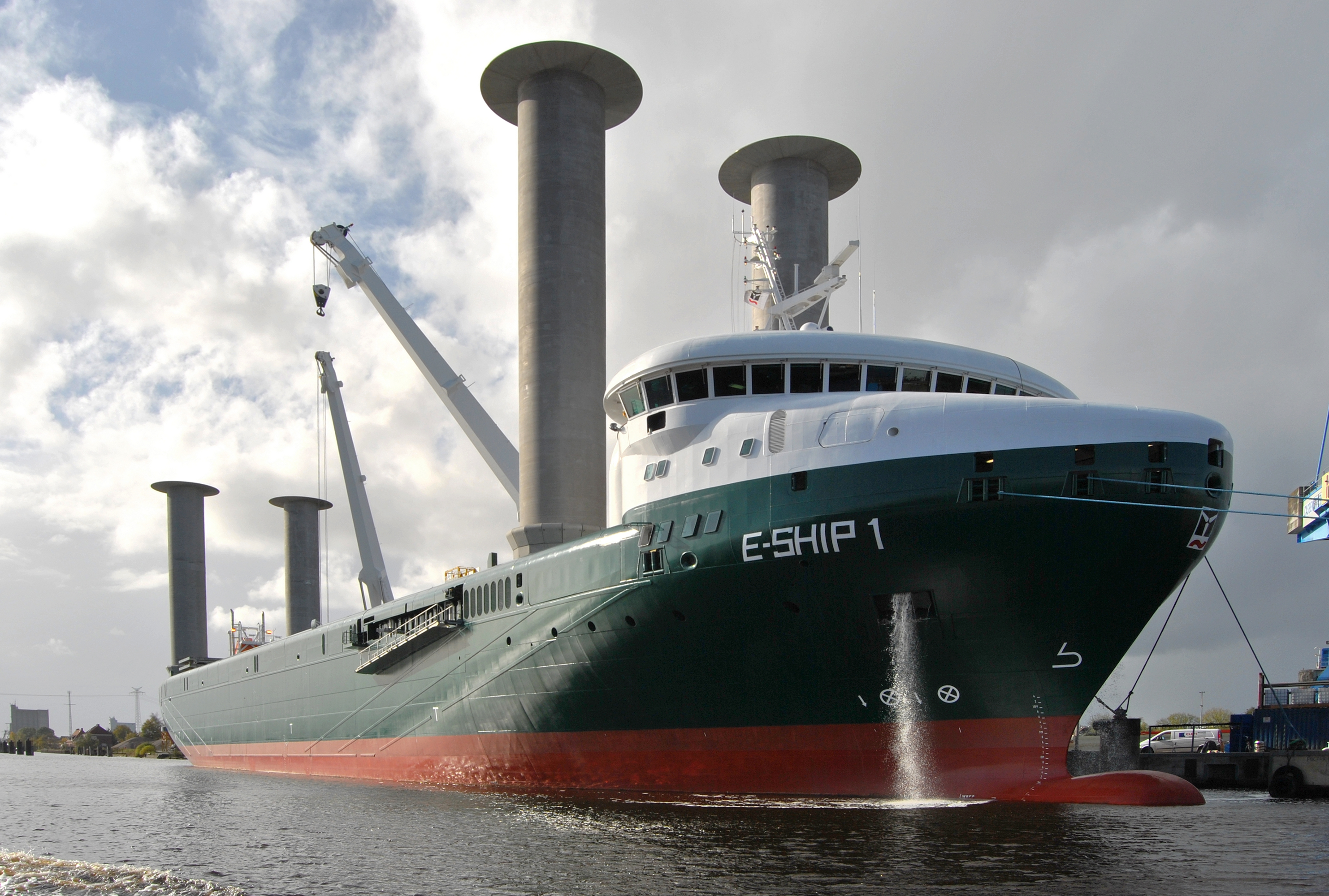
Frachtschiff E-Ship 1 mit vier Flettner-Rotoren

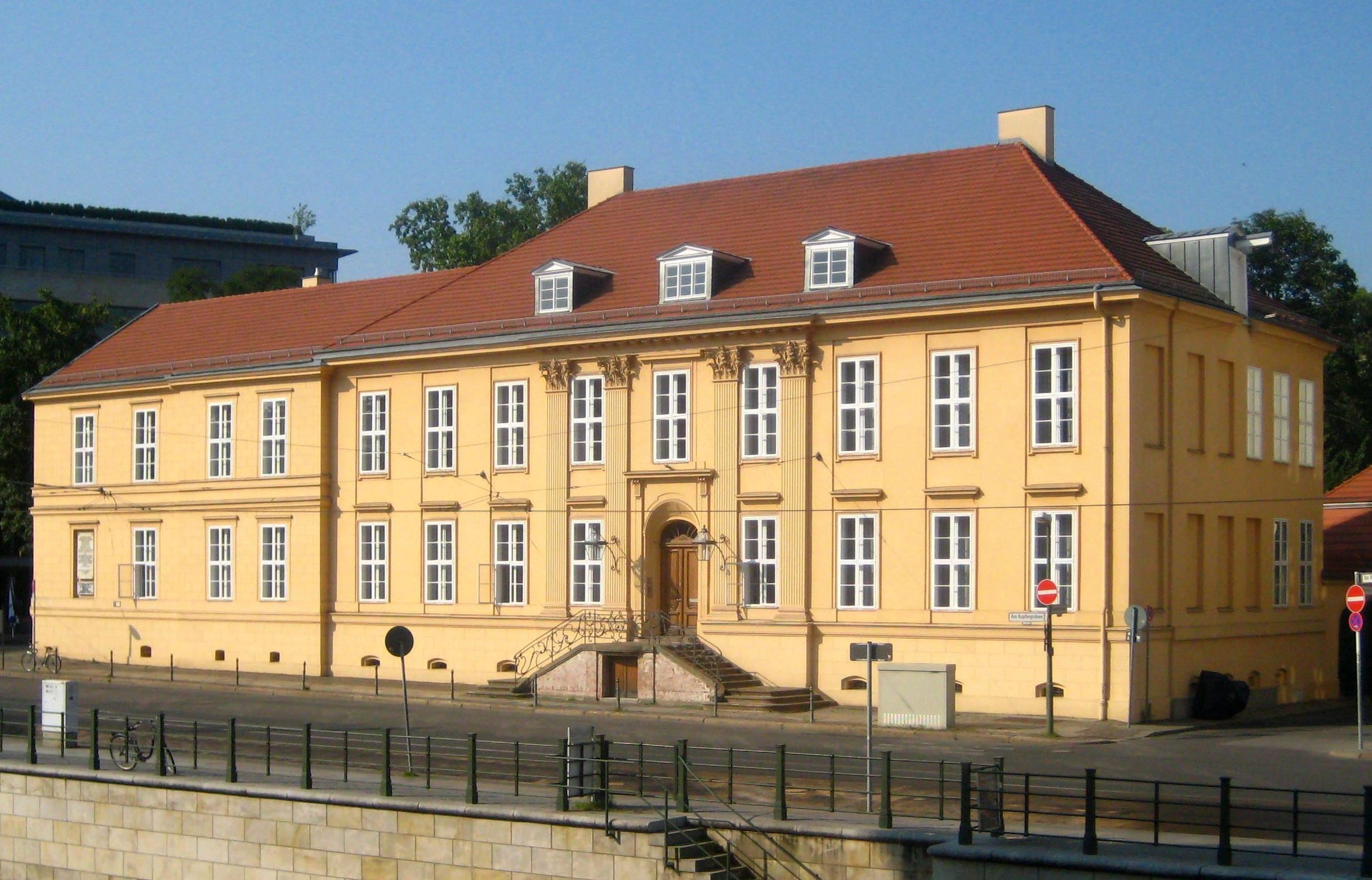
Magnus-Haus Kupfergraben 7, gegenüber dem Pergamon-Museum

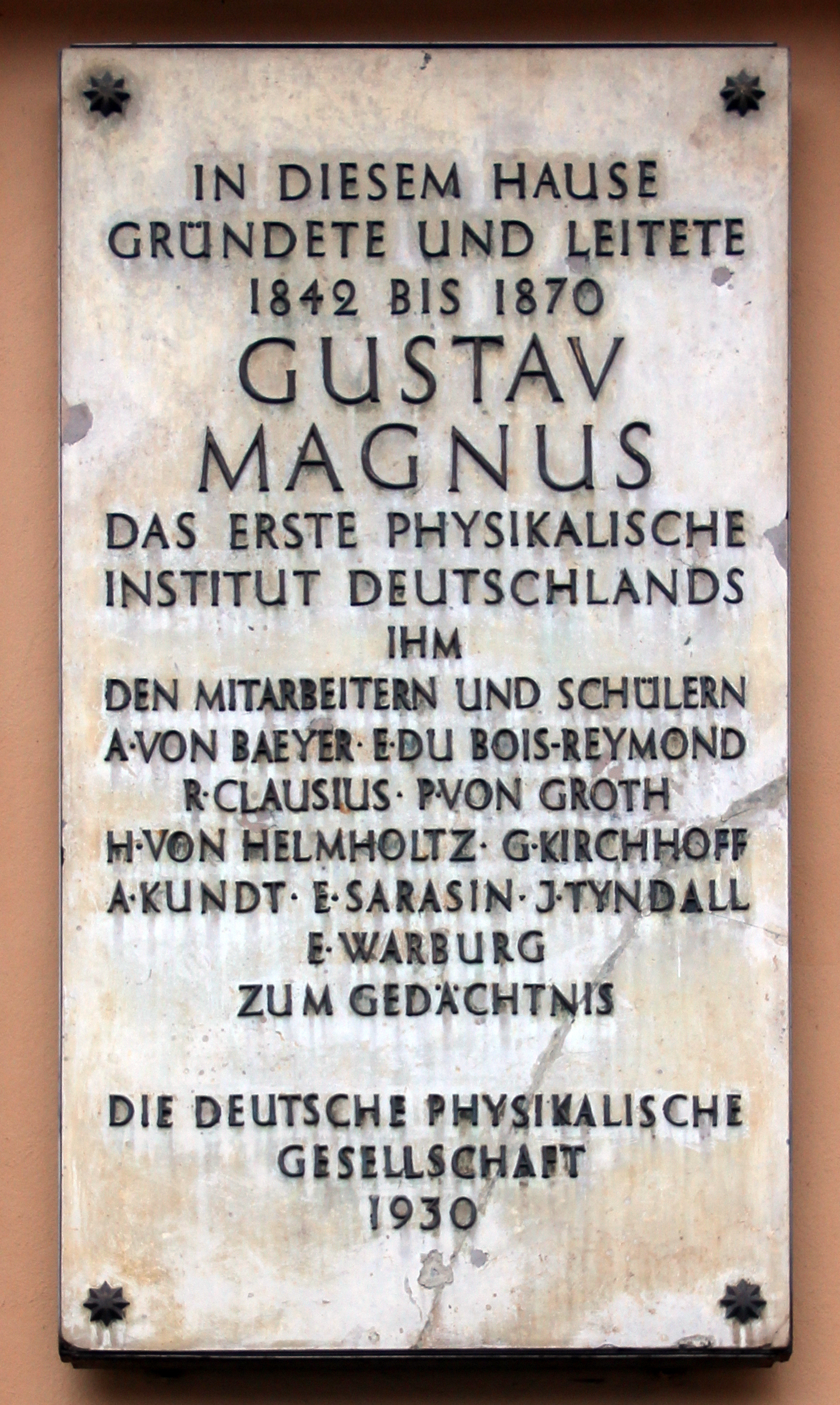
Gedenktafel am Magnus-Haus

Magnus’ Dienst an der Wissenschaft erstreckt sich über den Zeitraum von 45 Jahren, in denen er mehr als 80 Veröffentlichungen vorlegte. Er arbeitete anfänglich auf dem Gebiet der Chemie. Bereits ein Jahr nach seiner Promotion beschrieb er das nach ihm benannte Magnus-Salz (Magnus’ grünes Salz, Chromplatinammonium, ein Isomer von Cisplatin). 1833 entdeckte er die Perjodsäure. Seine Arbeit über die Blutgase Sauerstoff und Kohlendioxid 1837 brachte neue Erkenntnisse zum menschlichen Stoffwechsel.
Bei der zunehmenden Ausrichtung auf die Physik galt sein Hauptinteresse der Strömungsmechanik und der Wärmelehre. 1844 führten Messungen zum Wasserdampfdruck zur Aufstellung der Magnus-Formel. Er baute ein Maximumthermometer (Geothermometer) zur Messung der Wärme im Erdinnern (z. B. in Bohrlöchern und Bergwerken). 1852 gelang ihm mit der Veröffentlichung Über die Abweichung der Geschosse die Begründung eines Phänomens, das sich auch bei vielen Ballspielarten (Fußball, Tennis, Golf, Billard) bemerkbar macht (Magnus-Effekt). Das Wissen um die Zusammenhänge der Asymmetrie der Luftströmung, die einen rotierenden Körper (Zylinder oder Kugel) umgibt, führten Anton Flettner zur Erfindung eines Vertikalachsenrotors, des sogenannten Flettner-Rotors, der als Schiffsantrieb einzusetzen ist. Die Erprobung fand in den 1920er Jahren mit mäßigem Erfolg statt. Nach fast 60 Jahren des Stillstandes griff Jacques Cousteau 1985 die Idee wieder auf und ließ sein Forschungsschiff Alcyone mit einem Antrieb ausstatten, der den Magnus-Effekt nutzt. Der letzte Stand der Entwicklung ist das 2009 in Dienst gestellte Frachtschiff E-Ship 1 des Windkraftanlagen-Herstellers Enercon.

## Sonstiges
1840 erwarb Magnus das nur wenige Gehminuten von der Universität entfernte Haus am Kupfergraben 7, ein barockes Bürger-Palais gegenüber dem Pergamon-Museum. Hier nahm er seinen Wohnsitz und hier richtete er neben einem Hörsaal ein physikalisches Laboratorium ein, das auch seinen Schülern zur Verfügung stand und als eines der ältesten Physikalischen Institute Deutschlands gilt. Der Umbau und die gesamte Ausstattung an Maschinen, Apparaten, Instrumenten und Zeichnungen wurden von Magnus aus eigenen Mitteln finanziert.
Aus dem Teilnehmerkreis seiner Kolloquien ist die noch heute bestehende Deutsche Physikalische Gesellschaft (DPG) hervorgegangen. Das Magnus-Haus wird weiterhin von der DPG für Veranstaltungen und als Zweigstelle mit historischem Archiv genutzt.
Magnus gehörte auch zu den Gründungsmitgliedern der Deutschen Chemischen Gesellschaft.
Eine lebenslange Freundschaft verband ihn mit dem Chemiker Friedrich Wöhler, mit dem er gemeinsame Studienreisen unternahm.
Neben anderen offiziellen Missionen war Magnus der Repräsentant Preußens auf der Versammlung in Frankfurt am Main 1865 zur Einführung des Metrischen Systems im Deutschen Bund.
Im Jahr des Hauskaufes (1840) heiratete Magnus Bertha Humblot, Tochter des Berliner Verlegers Peter Humblot (Duncker & Humblot) aus französischer Familie. Das Paar hatte drei Kinder. Nach Magnus’ Tod wurde von der Witwe 1882 die Gustav Magnus-Stiftung für bedürftige Studenten mit einer Kapitalausstattung von 60.000 Mark (Kaufkraftäquivalent 2013 etwa 330.000 €) ins Leben gerufen.
Die Tochter Christine Magnus (* 1842) heiratete 1866 ihren Cousin Victor von Magnus (1828–1872), den Teilhaber des Bankhauses F. Mart. Magnus. Nach dessen Tod übernahm ihr Bruder, der Kaufmann Paul Magnus (1845–1930), gemeinsam mit seinem Cousin Georg Magnus die Leitung der Familienbank und führte sie in die Liquidation.

## Auszeichnungen und Ehrungen

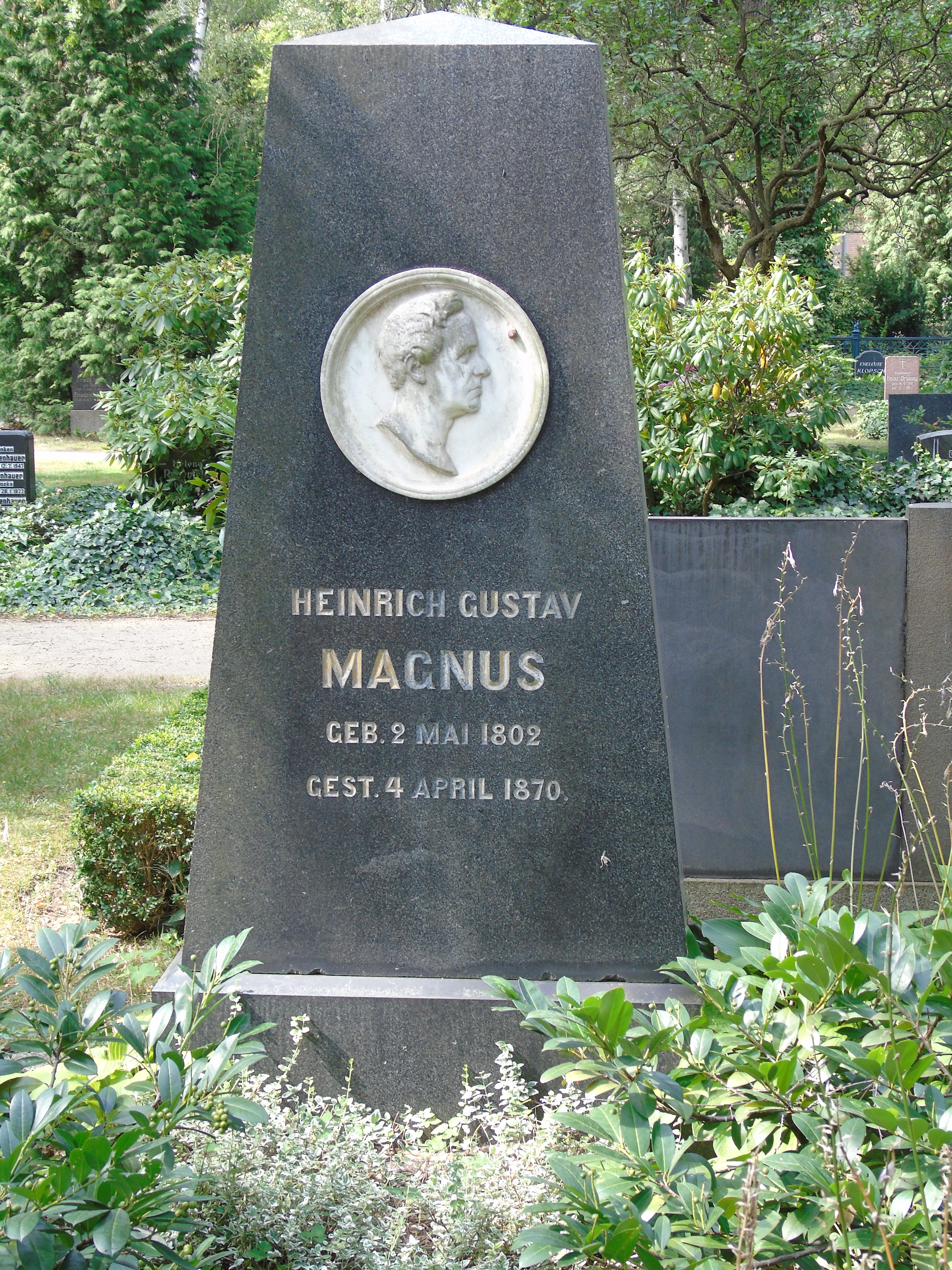
Grab auf dem Dorotheenstädtischen Friedhof

- 1840: Mitglied der Preußischen Akademie der Wissenschaften
- 1842: Württembergischer Personaladel
- 1854: Korrespondierendes Mitglied der Russischen Akademie der Wissenschaften in Sankt Petersburg
- 1857: Auswärtiges Mitglied der Göttinger Akademie der Wissenschaften[7]
- 1863: Auswärtiges Mitglied der Royal Society
- 1864: Korrespondierendes Mitglied der Académie des sciences
- 1874: Aufstellung der Marmorbüste in der Gelehrtengalerie der Humboldt-Universität
- 1882: Gründung der Gustav Magnus-Stiftung
- 1930: Gedenktafel der Deutschen Physikalischen Gesellschaft am Magnus-Haus
- 1994: Ehrengrab der Stadt Berlin auf dem Dorotheenstädtisch-Friedrichswerderschen Friedhof I, Abt. CK, G3.
- 1998: Magnusstraße im Wissenschaftsstandort in Berlin-Adlershof

## Schriften (Auswahl)
- Über einige Erscheinungen der Capillarität, Poggendorffs Annalen, 1827, S. 153–169
- Über einige Wasserstoffverbindungen, Pogg. Ann., 1829, S. 521–527
- Beschreibung eines Maximumthermometers, Pogg. Ann., 1831, S. 136–149
- Über die Weinschwefelsäure, Pogg. Ann., 1833, S. 367–387
- Über die Wirkung des Ankers auf Elektromagnete und Stahlmagnete, Pogg. Ann., 1836, S. 417–443
- Ueber die im Blute enthaltenen Gase, Sauerstoffe, Stickstoff, und Kohlensäure, Pogg. Ann., 1837, S. 583–606
- Über das Carbidsulfat und die Aethionsäure, Pogg. Ann., 1839, S. 509–524
- Über die Ausdehnung der Gase durch Wärme, Abhandlungen der Berliner Akademie, 1841, S. 59–84
- Versuche über die Spannkräfte des Wasserdampfes, Pogg. Ann., 1844, S. 225–247
- Über das Absorptionsvermögen des Blutes für Sauerstoff, Pogg. Ann., 1845, S. 177–206
- Über Diffraktion des Lichtes im leeren Raum, Monatsberichte der Berliner Akademie, 1847, S. 79–85
- Über die Bewegung der Flüssigkeiten, Abhandlungen der Berliner Akademie, 1848, S. 135–164
- Über die Ernährung der Pflanzen, Erdmanns Journal für Praktische Chemie, S. 65–75
- Über thermoelectrische Ströme, Abhandlungen der Berliner Akademie, 1851, S. 1–32
- Über die Abweichung der Geschosse, Abhandlungen der Berliner Akademie, 1852, S. 1–24
- Hydraulische Untersuchungen, Pogg. Ann., 1855, S. 1–59
- Über direkte und indirekte Zersetzung durch den galvanischen Strom, Pogg. Ann., 1858, S. 553–580
- Über den Durchgang der Wärmestrahlen durch die Gase, Monatsberichte der Berliner Akademie, 1861, S. 246–260
- Über die Verdichtung von Dämpfen an der Oberfläche fester Körper, Annalen der Physik, 1864, S. 174–186
- Über Emission, Absorption und Reflexion der bei niederer Temperatur ausgestrahlten Wärmearten, Abhandlungen der Berliner Akademie, 1869, S. 201–232